# الدافع للتقدم والديمقراطية
الدافع للتقدم والديمقراطية (بالفرنسية: Impulsion au progrès et la démocratie)‏ هو حزب سياسي في بنين. في الانتخابات التشريعية الأخيرة، 30 مارس 2003، كان الحزب عضوًا في الحركة الرئاسية، تحالف أنصار ماتيو كيريكو، الذي فاز في الانتخابات الرئاسية لعام 2001 ، وفاز بمقعدين من أصل 83 مقعدًا.